# Ha! Ha! Said the Clown
"Ha! Ha! Said the Clown" is een nummer van de Britse popgroep Manfred Mann.

## Achtergrond
"Ha! Ha! Said the Clown" is geschreven door Tony Hazzard. Nadat hij een demo had opgenomen benaderde hij manager Gerry Bron, die wou dat zijn groep Manfred Mann het zou opnemen.
Manfred Mann nam hun versie van de single op 10 februari 1967 op in de Philips Studio in het Londense Marble Arch samen met producer Shel Talmy. Het was de tweede van drie singles die Manfred Mann opnam met de mellotron.
Na de release in maart 1967 door Fontana Records kreeg de single niet erg positieve recensies. De critici vonden het een te luchtig popnummer. Desondanks werd de single een enorm commercieel succes. In verschillende landen, waaronder Nederland en België (zowel Vlaanderen als Wallonië), bereikte de single de eerste plek. 
Omdat het nummer in de VS de hitlijst niet haalde, bracht Mickie Most daar een versie van de Yardbirds uit, wat wel een kleine hit werd.

## Hitnoteringen

### Nederlandse Top 40
| Hitnotering: 22-04-1967 t/m 22-07-1967 | Hitnotering: 22-04-1967 t/m 22-07-1967 | Hitnotering: 22-04-1967 t/m 22-07-1967 | Hitnotering: 22-04-1967 t/m 22-07-1967 | Hitnotering: 22-04-1967 t/m 22-07-1967 | Hitnotering: 22-04-1967 t/m 22-07-1967 | Hitnotering: 22-04-1967 t/m 22-07-1967 | Hitnotering: 22-04-1967 t/m 22-07-1967 | Hitnotering: 22-04-1967 t/m 22-07-1967 | Hitnotering: 22-04-1967 t/m 22-07-1967 | Hitnotering: 22-04-1967 t/m 22-07-1967 | Hitnotering: 22-04-1967 t/m 22-07-1967 | Hitnotering: 22-04-1967 t/m 22-07-1967 | Hitnotering: 22-04-1967 t/m 22-07-1967 | Hitnotering: 22-04-1967 t/m 22-07-1967 | Hitnotering: 22-04-1967 t/m 22-07-1967 |
| Week                                   | 1                                      | 2                                      | 3                                      | 4                                      | 5                                      | 6                                      | 7                                      | 8                                      | 9                                      | 10                                     | 11                                     | 12                                     | 13                                     | 14                                     |                                        |
| -------------------------------------- | -------------------------------------- | -------------------------------------- | -------------------------------------- | -------------------------------------- | -------------------------------------- | -------------------------------------- | -------------------------------------- | -------------------------------------- | -------------------------------------- | -------------------------------------- | -------------------------------------- | -------------------------------------- | -------------------------------------- | -------------------------------------- | -------------------------------------- |
| Nummer                                 | 25                                     | 11                                     | 7                                      | 3                                      | 1                                      | 1                                      | 1                                      | 2                                      | 3                                      | 5                                      | 6                                      | 8                                      | 17                                     | 26                                     | uit                                    |

### Parool Top 20
| Hitnotering: 22-04-1967 t/m 08-07-1967 | Hitnotering: 22-04-1967 t/m 08-07-1967 | Hitnotering: 22-04-1967 t/m 08-07-1967 | Hitnotering: 22-04-1967 t/m 08-07-1967 | Hitnotering: 22-04-1967 t/m 08-07-1967 | Hitnotering: 22-04-1967 t/m 08-07-1967 | Hitnotering: 22-04-1967 t/m 08-07-1967 | Hitnotering: 22-04-1967 t/m 08-07-1967 | Hitnotering: 22-04-1967 t/m 08-07-1967 | Hitnotering: 22-04-1967 t/m 08-07-1967 | Hitnotering: 22-04-1967 t/m 08-07-1967 | Hitnotering: 22-04-1967 t/m 08-07-1967 | Hitnotering: 22-04-1967 t/m 08-07-1967 | Hitnotering: 22-04-1967 t/m 08-07-1967 |
| Week                                   | 1                                      | 2                                      | 3                                      | 4                                      | 5                                      | 6                                      | 7                                      | 8                                      | 9                                      | 10                                     | 11                                     | 12                                     |                                        |
| -------------------------------------- | -------------------------------------- | -------------------------------------- | -------------------------------------- | -------------------------------------- | -------------------------------------- | -------------------------------------- | -------------------------------------- | -------------------------------------- | -------------------------------------- | -------------------------------------- | -------------------------------------- | -------------------------------------- | -------------------------------------- |
| Nummer                                 | 14                                     | 6                                      | 5                                      | 1                                      | 1                                      | 1                                      | 1                                      | 2                                      | 5                                      | 9                                      | 11                                     | 14                                     | uit                                    |

### NPO Radio 2 Top 2000
| Nummer met noteringen in de NPO Radio 2 Top 2000 | '99  | '00  | '01  | '02  | '03  | '04  | '05  | '06  | '07 | '08  | '09  |
| ------------------------------------------------ | ---- | ---- | ---- | ---- | ---- | ---- | ---- | ---- | --- | ---- | ---- |
| Ha! Ha! Said the Clown                           | 1240 | 1666 | 1290 | 1491 | 1534 | 1880 | 1867 | 1791 | -   | 1909 | 1844 |

1. ↑  Een '-' betekent dat het nummer niet was genoteerd en een vetgedrukt getal geeft de hoogste notering aan.
2. ↑  Deze tabel is bijgewerkt tot en met de laatste editie (2024).